# Мюєвелд
Мюєвелд (нід. Muyeveld) — селище в нідерландській провінції Північна Голландія. Входить до муніципалітету Вейдемерен.
Його площа становить 0,69 км², а населення станом на 2021 рік складало 155 осіб.